# Biglietto per l'Inferno
Biglietto per l'Inferno, aussi connu sous le nom de Biglietto per l'Inferno.Folk depuis 2013, est un groupe de rock progressif italien, originaire de Lecco.

## Histoire

### Biglietto per l'Inferno (1969—1975)
Le groupe est formé à Lecco, Italie, en 1972 par quelques membres de deux groupes actifs depuis 1969 et qui venaient de se dissoudre (les Gee et les Mako Sharks), et enregistre son premier album éponyme en 1974, classable comme rock progressif symphonique-romantique (dans le style de Genesis, King Crimson, ELP et BMS), caractérisé par des sonorités sombres et des veines hard rock.
Les paroles, suivant la mode de l'époque non sans un certain degré de naïveté, traitent de la relation entre la société et la religion et prennent une valeur provocatrice à l'égard du moralisme bigot, comme dans le cas d'Anxiety ou de Confession, qui restent leurs titres les plus représentatifs. Les arrangements sont dominés par les doubles claviers de Giuseppe Banfi et Giuseppe Cossa, et la flûte de Claudio Canali (qui était aussi le chanteur du groupe). En dépit de sa notoriété et de son succès critique, Biglietto per L'inferno n'a pas été un succès commercial, probablement en raison des capacités de distribution réduites de la petite maison de disques Trident Records. En 1975, le groupe commence à travailler sur son deuxième album, produit par Eugenio Finardi. Un single sort, mais la faillite de Trident Records a empêché la sortie de l'album ; le groupe se sépare peu après. L'album Missed de 1975 a été récupéré en 1992 par Mellow Records, un label spécialisé dans le renouveau du genre progressif, et édité en CD.

### Post-séparation
Le chanteur Canali (dont les textes sont souvent polémiques à l'égard du clergé, au point de lui valoir le surnom de « voix du diable »), après une brève expérience avec Hare Krishna, prononce ses vœux de moine bénédictin le 15 septembre 1994.
Le claviériste Banfi se lance dans une carrière solo assez réussie sous le pseudonyme de Baffo Banfi. Le batteur Gnecchi collabore à plusieurs projets musicaux, dont l'album solo de Franco Mussida (PFM) Racconti della tenda rossa. Fausto Branchini revient sur la scène en 1989 en tant qu'auteur-compositeur-interprète et enregistre plusieurs albums, dont Il nevare en direct. Il a également collaboré en tant que parolier avec Umberto Balsamo. En 1998, il publie également un roman à situer entre la philosophie et le mystère, ainsi que plusieurs ouvrages de fiction et de non-fiction.
En 2004, un coffret comprenant les deux premiers albums et un album live supplémentaire a été publié par BTF. L'album live est également réédité seul en 2005, toujours chez BTF, sous le titre Live 1974. À partir de 

### Retour (depuis 2013)

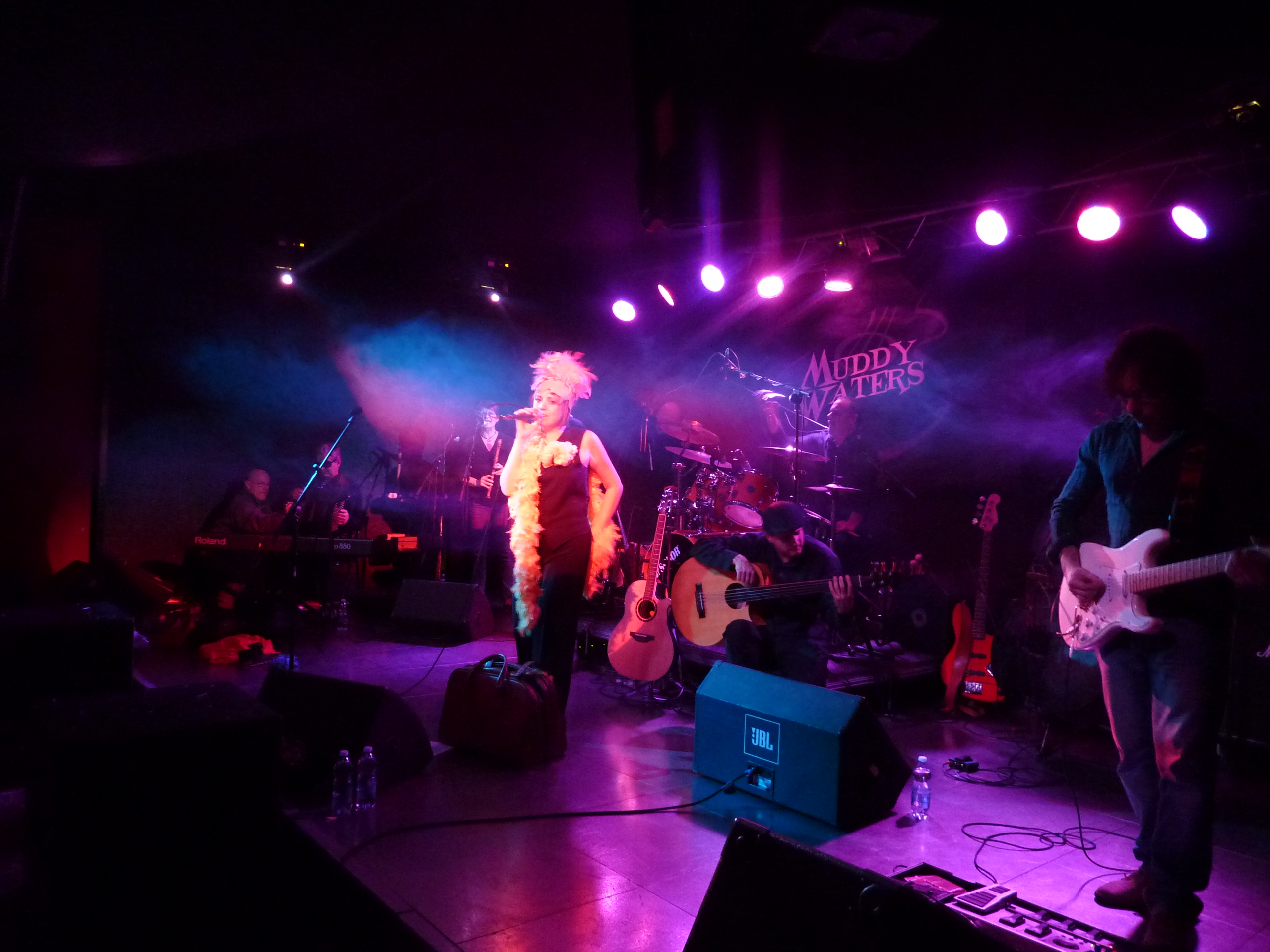
Le nouveau line-up en version live folk.

En 2007, trois membres du groupe original, Pilly, Mauro Gnecchi et Baffo, avec la bénédiction de Fra Claudio (Canali), donnent naissance à une nouvelle phase de Biglietto sous le nouveau nom de Biglietto per l'Inferno.Folk, qui a donné lieu à la sortie du nouvel album Tra l'assurdo e la ragione. Le nouveau projet présente une réinterprétation du répertoire historique du groupe dans une tonalité folk, en utilisant des instruments traditionnels et des sons rock. Fausto Branchini a décidé de ne pas participer au projet afin de poursuivre sa carrière solo et son activité d'écrivain. Marco Mainetti n'était pas non plus d'accord avec le projet et, comme Branchini lui-même, il a été officiellement remercié dans l'annexe du CD pour n'avoir pas ménagé ses critiques et ses conseils, toujours opportuns et bien accueillis par les membres du groupe. Baffo Banfi a décidé de ne pas participer aux concerts, conservant le rôle de producteur et de secrétaire.
Les premiers musiciens sont rejoints par Enrico Fagnoni à la basse, Renata Tomasella et Ranieri Fumagalli aux instruments à vent, Mariolina Sala qui joue l'alternative féminine de Claudio Canali, Carlo Redi à la mandoline et au violon et Franco Giaffreda à la guitare électrique et acoustique. Canali lui-même, sous le pseudonyme de Frate Isaia, apparaît à la fois comme narrateur et flûtiste sur l'album Tra l'assurdo e la ragione, dont le titre est le nom d'un morceau inédit. En janvier 2011, l'album a été publié par AMS sur un vinyle de 180g en édition limitée.
En 2015, Vivi, lotta, pensa sorti en formats CD et vinyle en édition limitée avec l'entrée de Pier Panzeri aux guitares. En 2018, Claudio Canali, voix, flûte et fondateur du groupe, décède le 27 août 2018 dans son ermitage de Minucciano à l'âge de 66 ans,

## Membres

### Premiers membres
- Claudio Canali — chant, flûte, bugle (décédé en 2018)
- Giuseppe Banfi — orgue, moog
- Giuseppe Cossa — piano, orgue
- Marco Mainetti — guitare
- Fausto Branchini — basse
- Mauro Gnecchi — batterie
- Sergio Sala — deuxième basse

### Membres actuels
- Giuseppe Cossa — piano, accordéon
- Mauro Gnecchi — batterie
- Enrico Fagnoni — basse, contrebasse, basse acoustique
- Mariolina Sala — chant
- Pier Panzeri — guitare
- Carlo Redi — violon, mandoline
- Renata Tomasella — flûtes, fifre, ocarina
- Ranieri Fumagalli — flûtes, ocarinas, cornemuses

## Discographie

### Albums studio
- 1974 : Biglietto per l'inferno (Trident Records)
- 1992 : Il tempo della semina (Mellow Records, enregistré en 1975)
- 2009 : Tra l'assurdo e la ragione (AMS/BTF, formats CD et LP)
- 2015 : Vivi, lotta, pensa (AMS)

### Album live
- 2005 : Live 1974

### Compilations
- 2004 : Un Biglietto per l'inferno (coffret 3 CD)

### Participations
- 2002 : POP Villa Pamphili (BMG) (avec la chanson Confessione)

### 45 tours
- 1974 : Una strana regina/Confessione (Trident Records)
- 1975 : Vivi lotta pensa/L'arte sublime del giusto regnare (Trident Records)